# Plaisance, Vienne

Plaisance este o comună în departamentul Vienne, în regiunea Noua-Aquitania în Franța. În 2014 avea o populație de 163 de locuitori.

## Comune vecine
|           | Saulgé |                   |
| Moulismes |        | Lathus-Saint-Rémy |
|           |        | Adriers           |